# Gagea haeckelii
Gagea haeckelii là một loài thực vật có hoa trong họ Liliaceae. Loài này được Dufft et M.Schulze miêu tả khoa học đầu tiên năm 1884.